# تکن ۲: انتقام کازویا
تکن ۲: انتقام کازویا (به انگلیسی: Tekken 2: Kazuya's Revenge) یک فیلم رزمی آمریکایی محصول سال ۲۰۱۴ به نویسندگی نیکول جونز و استیون پال و کارگردانی ویچ کائوس است. این فیلم به عنوان پیش‌درآمدی بر فیلم تکن در سال ۲۰۰۹ به‌شمار می‌رود که خود بر اساس مجموعه بازی ویدئویی مبارزه‌ای به همین نام ساخته شده‌است. در این فیلم بازیگرانی همچون کین کوسوگی، کری هیرویوکی تاگاوا، راده شربه‌جیا، گری دنیلز و کلی ونهام ایفای نقش کرده‌اند. تکن ۲: انتقام کازویا در ۱۲ اوت ۲۰۱۴ در ایالات متحده بر روی دی‌وی‌دی و دیسک بلو-ری منتشر شد.